# コナン3世 (ブルターニュ公)
コナン3世（フランス語：Conan III, ブルトン語：Konan III a Vreizh, Konan Kerne, 1093/6年 - 1148年9月17日）は、ブルターニュ公（在位：1112年 - 1148年）。

## 生涯
コナン3世はブルターニュ公アラン4世とエルマンガルド・ダンジューの息子である。イングランドの無政府時代の際には、スティーブンと同盟を結んだ。
1113年以前にイングランド王ヘンリー1世の庶子マティルダと結婚した。
1148年、コナン3世は死の床で息子オエルを庶子とし、自分の嫡子はいないとして、オエルから相続権を奪った。この予期しない出来事により、ベルトが女子相続人となった。しかし、オエルにはナント伯領が与えられた。

## 子女
マティルダ・フィッツロイとの間に3子をもうけた。
- ベルト（1114年 - 1155年以降） - 初代リッチモンド伯アラン黒伯と結婚[4][注釈 3]。アランは1146年に死去し、ベルトはブルターニュに戻った。
- オエル3世（1116年 - 1156年） - 相続権を父により奪われた。ナント伯[4]
- コンスタンス（1120年 - 1148年） - マイエンヌ領主ジョフロワ2世と結婚